# 西和賀町
西和賀町（にしわがまち）は、岩手県中西部にある町。和賀郡に属する。

## 地理
三方を標高1,000m級の奥羽山脈に囲まれ、残りの一方は秋田県の横手盆地に向かって開かれている点が特色である。この地形によって冬季は10m以上の累積降雪量となる。天気予報は隣接する秋田県南地方の天気予報がその範疇にある。この町の居住の歴史は古く、旧石器時代の大台野遺跡が町内から発見されている。言語的にも南部弁ではなく、秋田弁を主体としている。
町の東西には1,000m級の険しい山地があり、町はそれに挟まれた南北方向の和賀川の渓谷内にある。

### 自然
- 山岳：和賀岳、真昼岳、奥羽山脈、南本内岳、女神山、三森山、三界山
- 湖沼：錦秋湖（湯田ダム）、湯川沼
- 滝：白糸の滝、降る滝など

## 気候
寒暖の差が大きく気温の年較差、日較差が大きい顕著な大陸性気候である。日本有数の豪雪地帯で、特別豪雪地帯に指定されている。
冬季は、放射冷却により、気温が-20℃を下回ることもある。近年では2018年2月23日に-22.1℃を観測している。

沢内（2017年7月 -）
- 最高気温極値：34.1℃（2018年8月23日）
- 最低気温極値：-22.1℃（2018年2月23日）

湯田（1976年2月 - ）
- 最高気温極値：34.9℃（2018年8月23日）
- 最低気温極値：-22.9℃（1984年2月18日）

|               | 1月   | 2月   | 3月   | 4月   | 5月   | 6月   | 7月   | 8月   | 9月   | 10月  | 11月  | 12月  | 年     |
| ------------- | ----- | ----- | ----- | ----- | ----- | ----- | ----- | ----- | ----- | ----- | ----- | ----- | ------ |
| 平均気温（C） | -8.4  | -7.9  | -0.1  | 5.9   | 12.0  | 16.7  | 20.4  | 21.9  | 17.2  | 10.7  | 4.6   | -0.4  | 8.6    |
| 降水量（mm）  | 200.1 | 163.8 | 157.5 | 170.8 | 176.1 | 187.6 | 264.8 | 249.0 | 206.2 | 190.0 | 229.9 | 230.2 | 2426.0 |

| 湯田（1991年 - 2020年）の気候      | 湯田（1991年 - 2020年）の気候 | 湯田（1991年 - 2020年）の気候 | 湯田（1991年 - 2020年）の気候 | 湯田（1991年 - 2020年）の気候 | 湯田（1991年 - 2020年）の気候 | 湯田（1991年 - 2020年）の気候 | 湯田（1991年 - 2020年）の気候 | 湯田（1991年 - 2020年）の気候 | 湯田（1991年 - 2020年）の気候 | 湯田（1991年 - 2020年）の気候 | 湯田（1991年 - 2020年）の気候 | 湯田（1991年 - 2020年）の気候 | 湯田（1991年 - 2020年）の気候 |
| 月                                 | 1月                           | 2月                           | 3月                           | 4月                           | 5月                           | 6月                           | 7月                           | 8月                           | 9月                           | 10月                          | 11月                          | 12月                          | 年                            |
| ---------------------------------- | ----------------------------- | ----------------------------- | ----------------------------- | ----------------------------- | ----------------------------- | ----------------------------- | ----------------------------- | ----------------------------- | ----------------------------- | ----------------------------- | ----------------------------- | ----------------------------- | ----------------------------- |
| 最高気温記録 °C （°F）             | 10.3 (50.5)                   | 15.1 (59.2)                   | 18.0 (64.4)                   | 27.8 (82)                     | 32.1 (89.8)                   | 31.2 (88.2)                   | 34.3 (93.7)                   | 34.9 (94.8)                   | 32.7 (90.9)                   | 26.8 (80.2)                   | 23.4 (74.1)                   | 15.9 (60.6)                   | 34.9 (94.8)                   |
| 平均最高気温 °C （°F）             | 0.4 (32.7)                    | 1.5 (34.7)                    | 5.2 (41.4)                    | 12.2 (54)                     | 18.9 (66)                     | 22.5 (72.5)                   | 25.7 (78.3)                   | 27.2 (81)                     | 23.1 (73.6)                   | 16.8 (62.2)                   | 9.7 (49.5)                    | 2.8 (37)                      | 13.8 (56.8)                   |
| 日平均気温 °C （°F）               | −2.6 (27.3)                   | −2.1 (28.2)                   | 0.8 (33.4)                    | 6.3 (43.3)                    | 12.9 (55.2)                   | 17.4 (63.3)                   | 21.3 (70.3)                   | 22.3 (72.1)                   | 18.1 (64.6)                   | 11.4 (52.5)                   | 4.9 (40.8)                    | −0.3 (31.5)                   | 9.2 (48.6)                    |
| 平均最低気温 °C （°F）             | −5.9 (21.4)                   | −5.7 (21.7)                   | −3.2 (26.2)                   | 0.9 (33.6)                    | 7.3 (45.1)                    | 12.8 (55)                     | 17.6 (63.7)                   | 18.5 (65.3)                   | 14.1 (57.4)                   | 7.0 (44.6)                    | 0.9 (33.6)                    | −3.2 (26.2)                   | 5.1 (41.2)                    |
| 最低気温記録 °C （°F）             | −19.0 (−2.2)                  | −22.9 (−9.2)                  | −16.4 (2.5)                   | −12.0 (10.4)                  | −1.7 (28.9)                   | 3.6 (38.5)                    | 5.9 (42.6)                    | 9.6 (49.3)                    | 1.8 (35.2)                    | −2.4 (27.7)                   | −9.2 (15.4)                   | −16.7 (1.9)                   | −22.9 (−9.2)                  |
| 降水量 mm （inch）                 | 206.6 (8.134)                 | 151.1 (5.949)                 | 135.6 (5.339)                 | 114.9 (4.524)                 | 132.2 (5.205)                 | 145.2 (5.717)                 | 223.2 (8.787)                 | 212.5 (8.366)                 | 169.2 (6.661)                 | 178.7 (7.035)                 | 204.3 (8.043)                 | 230.4 (9.071)                 | 2,108.8 (83.024)              |
| 降雪量 cm （inch）                 | 322 (126.8)                   | 242 (95.3)                    | 162 (63.8)                    | 43 (16.9)                     | 0 (0)                         | 0 (0)                         | 0 (0)                         | 0 (0)                         | 0 (0)                         | 0 (0)                         | 50 (19.7)                     | 239 (94.1)                    | 1,065 (419.3)                 |
| 平均降水日数 （≥1.0 mm）           | 24.1                          | 21.0                          | 18.7                          | 14.3                          | 13.0                          | 11.8                          | 14.7                          | 13.2                          | 13.4                          | 14.9                          | 19.1                          | 23.2                          | 201.4                         |
| 平均月間日照時間                   | 31.2                          | 49.3                          | 102.9                         | 151.7                         | 188.0                         | 165.5                         | 142.4                         | 160.9                         | 138.4                         | 127.0                         | 84.6                          | 38.4                          | 1,383.3                       |
| 出典1：Japan Meteorological Agency |                               |                               |                               |                               |                               |                               |                               |                               |                               |                               |                               |                               |                               |
| 出典2：気象庁                      |                               |                               |                               |                               |                               |                               |                               |                               |                               |                               |                               |                               |                               |

## 沿革
- 2005年（平成17年）11月1日 - 和賀郡湯田町と沢内村が合併し、西和賀町が発足。

## 行政
- 町長：内記 和彦（ないき かずひこ・1期目）

### 歴代町長
| 代 | 氏名     | 就任日                     | 退任日                     | 備考 |
| -- | -------- | -------------------------- | -------------------------- | ---- |
| 1  | 高橋繁   | 2005年（平成17年）11月20日 | 2009年（平成21年）11月19日 |      |
| 2  | 細井洋行 | 2009年（平成21年）11月20日 | 2021年（令和3年）11月19日  | 3期  |
| 3  | 内記和彦 | 2021年（令和3年）11月20日  | 現職                       |      |

### 庁舎
- 沢内庁舎（旧沢内村役場）

### 町議会
定数：12名
- 議長：高橋雅一（たかはし まさかず）
- 副議長：柿澤繁俊（かきさわ しげとし）

## 姉妹都市・友好都市
- 姉妹都市提携などを結んでいる市町村はない。

## 公的機関・主要施設

### 警察
- 岩手県北上警察署（管轄：西和賀町・北上市）
  - 湯田駐在所
  - 沢内駐在所
  - 湯本駐在所（2025年4月に湯田駐在所へ統合予定[4]）

### 消防
北上地区消防組合（管轄：西和賀町・北上市）
- 西和賀消防署
  - 湯田出張所

### 医療
- 西和賀さわうち病院
- さわうち協立診療所

### 町の主要施設
図書室
- 川尻図書室
- 太田図書室

交流館
- 西和賀町まちなか交流館

文化センター
- 西和賀町文化創造館 銀河ホール

運動施設
- 北上信金スタジアム（錦秋湖グラウンド）
- 沢内総合公園多目的広場（グラウンド）
- 湯川体育館
- 湯田農業者トレーニングセンター：トレセンと略される。湯本・湯田地域の総合屋内体育施設として活用されている。
- 沢内農業者トレーニングセンター：沢内トレセンと略される。沢内地域の総合屋内体育施設として活用されている。
- 志賀来ドーム
  - アリーナ：人工芝の上でゲートボールやテニス、ニュースポーツなどができる。
  - 交流スペース：会議などができる。
  - 雪冷房を設置。併設の雪貯蔵庫には約45トンの雪が入っており、地下のダクトを通して送られる冷気を夏場の冷房に利用している。
  - 遊歩道：生活環境保全林
- 町営湯田スキー場
- 町営志賀来スキー場
- 西和賀町屋内温泉プール：湯本温泉内にあり温泉が引かれたプール、そのため四季を通じて使用することができる。併設施設として西和賀町健康管理センター丑の湯がある。

## 地域

### 人口
平成27年国勢調査より前回調査からの人口増減をみると、10.94％減の5,880人であり、増減率は県下33市町村中29位。
2024年、民間の有識者らで作る人口戦略会議は、各市町村における将来の20歳-39歳女性の人口減少率を予想。西和賀町では、2020年から30年間に74.4%減少するとし、将来的に消滅する可能性が高い「消滅可能性自治体」であることが公表された。
| |                                          |  |
| 西和賀町と全国の年齢別人口分布（2005年） | 西和賀町の年齢・男女別人口分布（2005年） |  |
| ■紫色 ― 西和賀町 ■緑色 ― 日本全国 | ■青色 ― 男性 ■赤色 ― 女性                |  |
| 西和賀町（に相当する地域）の人口の推移 \| 1970年（昭和45年） \| 12,667人 \| \| \| 1975年（昭和50年） \| 10,923人 \| \| \| 1980年（昭和55年） \| 9,989人 \| \| \| 1985年（昭和60年） \| 9,520人 \| \| \| 1990年（平成2年） \| 8,973人 \| \| \| 1995年（平成7年） \| 8,594人 \| \| \| 2000年（平成12年） \| 7,983人 \| \| \| 2005年（平成17年） \| 7,375人 \| \| \| 2010年（平成22年） \| 6,602人 \| \| \| 2015年（平成27年） \| 5,880人 \| \| \| 2020年（令和2年） \| 5,134人 \| \| |                                          |  |
| 総務省統計局 国勢調査より |                                          |  |
| 1970年（昭和45年） | 12,667人                                 |  |
| 1975年（昭和50年） | 10,923人                                 |  |
| 1980年（昭和55年） | 9,989人                                  |  |
| 1985年（昭和60年） | 9,520人                                  |  |
| 1990年（平成2年） | 8,973人                                  |  |
| 1995年（平成7年） | 8,594人                                  |  |
| 2000年（平成12年） | 7,983人                                  |  |
| 2005年（平成17年） | 7,375人                                  |  |
| 2010年（平成22年） | 6,602人                                  |  |
| 2015年（平成27年） | 5,880人                                  |  |
| 2020年（令和2年） | 5,134人                                  |  |

### 健康

#### 病院
- 赤坂医院
- 佐々木内科小児科医院
- 高橋医院

- 赤坂医院歯科室
- 高義歯科クリニック
- 湯田歯科医院

#### 老人介護施設
- 光寿苑特別養護老人ホーム
- 介護老人保健施設清水苑
- かたくりの園
- ぶなの園
- 清水苑指定居宅介護支援事業所

- 悠々館
- 湯田町在宅介護支援センター
- 介護ステーションゆいっこ
- グループホーム笹の木
- 西和賀訪問介護ステーション

### 金融機関
- 北上信用金庫西和賀支店（指定金融機関）

農協・生協
- 花巻農業協同組合西和賀エリア（湯田支店・沢内支店）
- 岩手県労働者共済生活協同組合北上支所（全労済岩手県本部北上支所）

## 経済

### 第一次産業
- 林業
- 畑作
- 稲作
- 酪農

### 第三次産業

#### 商業
おもに湯本地区と川尻地区に商店街が形成され、複数の商店が密集している。また、県道1号線川尻橋交差点から川舟地域沿いにかけて小売店が点在する。
主な商業施設
- スーパーオセン 湯本本店（町内唯一のスーパーマーケット）
- コメリハード＆グリーン 湯田店
- 結ハウス
- 高原プラザ
- 高下ふるさとハウス
- 高原ふれあい産直ハウス
- 産地直売所ファームさくら

### 町内に本社を置く主要企業
- YUDAミルク
- ヘリオス酒造株式会社 沢内醸造所

## 郵便
郵便局
- 新町郵便局（集配局）
- 川尻郵便局（集配局）
- 川舟郵便局（集配局）

- 湯本温泉郵便局
- 猿橋郵便局

簡易郵便局
- 川尻大通簡易郵便局
- 湯川温泉簡易郵便局（2024年10月より休止中）
- 貝沢簡易郵便局（2016年より休止中）

- ゆだ高原簡易郵便局（2016年より休止中）
- 大石簡易郵便局（2016年より休止中）

## 教育

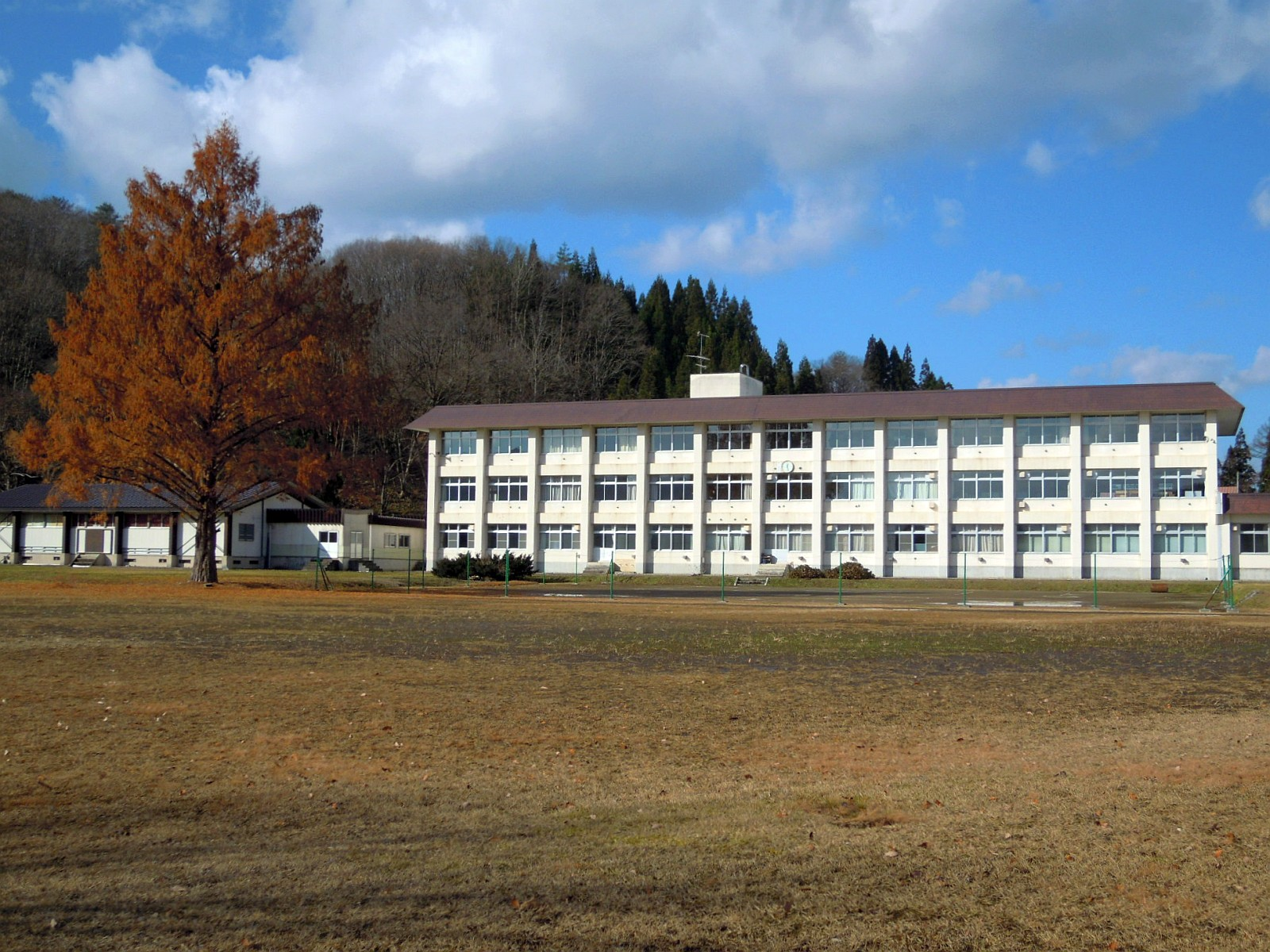
岩手県立西和賀高等学校

### 高等学校
- 岩手県立西和賀高等学校

### 中学校
- 西和賀町立湯田中学校
- 西和賀町立沢内中学校

### 小学校
- 西和賀町立湯田小学校
- 西和賀町立沢内小学校

### 保育所
- 西和賀町立川舟保育所
- 西和賀町立せんだん保育所
- 川尻保育園
- 湯本保育園

## 交通

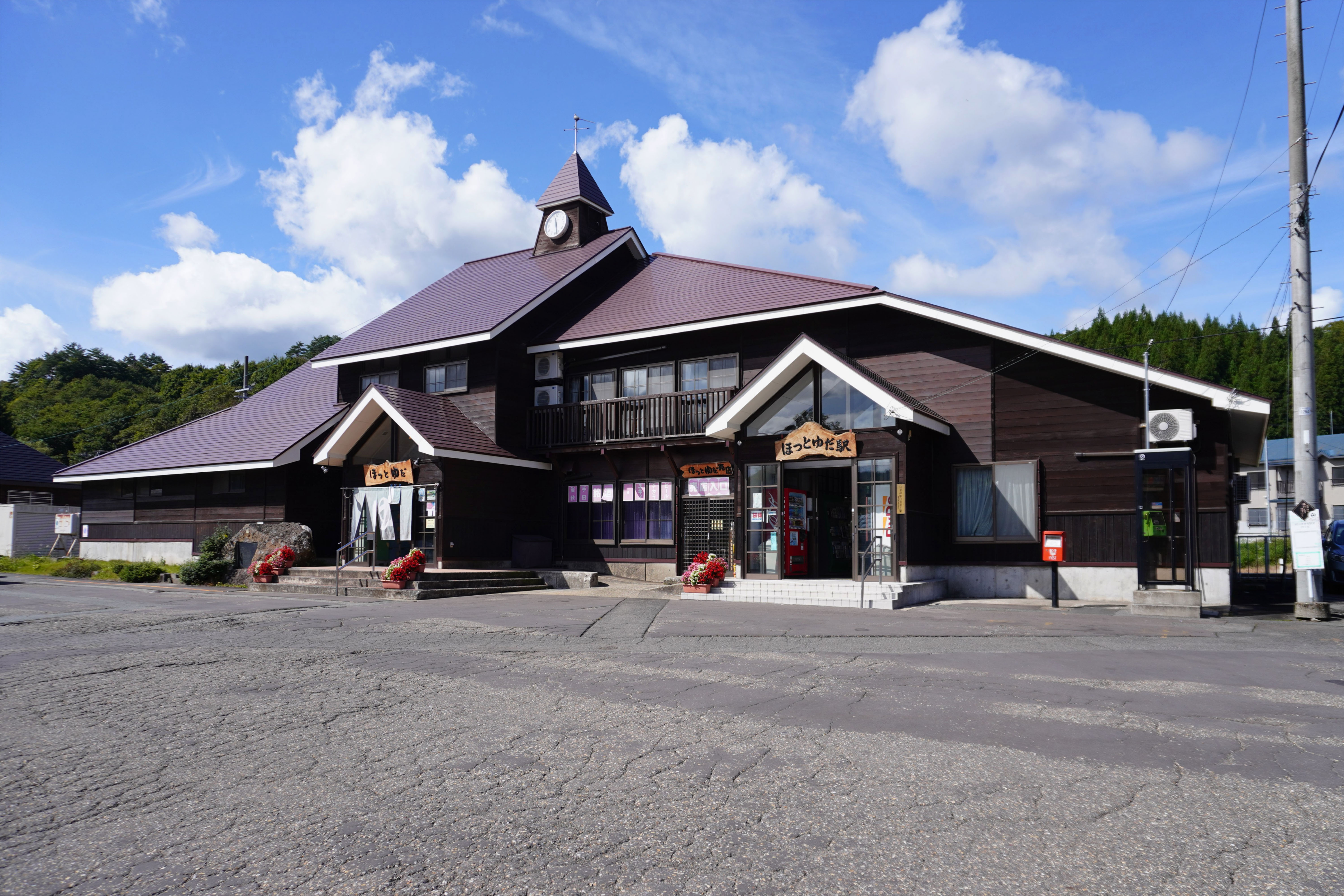
ほっとゆだ駅

### 鉄道
東日本旅客鉄道（JR東日本）
- 北上線：ゆだ錦秋湖駅 - ほっとゆだ駅 - ゆだ高原駅

町の中心となる駅：ほっとゆだ駅

### 路線バス
町域の路線バスは岩手県交通が運行してたが、北上線と山伏線は2020年9月30日をもって路線廃止となり、残る沢内線と貝沢線も2021年3月31日をもって廃止した。（これにより湯本バスターミナルも閉所した）
山伏線は2020年10月から月・金・土のみ、東日本交通へ引き継いで実証運行を行ったが、2021年10月からは町民バスに移行し、月・金・土・日の運行へ変更した。
2021年4月から、西和賀管内（沢内線・貝沢線）は町民バスに移管し路線を引き継ぎ運行している。

#### 町民バス
- 貝沢線：ほっとゆだ駅前 - 湯本温泉 - 西和賀さわうち病院 - 沢内庁舎 - 猿橋 -川舟 - 貝沢
- 沢内線：ほっとゆだ駅前 - 湯本温泉 - 西和賀さわうち病院 - 沢内庁舎
  - 上記2路線は12月31日 - 1月2日運休[6]
- 山伏線：ほっとゆだ駅前 - 貝沢 - 鶯宿温泉病院口 - 盛岡繋温泉病院 - イオンモール盛岡 - 盛岡駅西口 - 県立中央病院 - 県庁市役所前 - 盛岡バスセンター
  - 貝沢 - 盛岡バスセンター間はクローズドドア方式をとっており、ほっとゆだ駅前発は降車のみの扱い、盛岡バスセンター発は乗車のみの扱いとなっている。
  - 月曜・金曜・土曜・日曜のみの運行[7]

#### おでかけバス
- 湯田おでかけバス：湯田各地区 - ほっとゆだ駅 - 湯田庁舎 - 湯本商店街 - 町立西和賀さわうち病院 - さわうち協立診療所 -  沢内庁舎
- 沢内おでかけバス：沢内各地区 - 沢内庁舎 - さわうち協立診療所 - 町立西和賀さわうち病院 - 湯本商店街 - 湯田庁舎 - ほっとゆだ駅
  - 土曜・日曜・祝日および12月29日 - 1月3日運休[6]

### 乗合タクシー
- 湯川温泉湯けむりタクシー

### 道路

#### 国道

##### 高速自動車国道
E46 秋田自動車道：錦秋湖SA - (2) 湯田IC

##### 一般国道
- 国道107号（道の駅：錦秋湖）

#### 県道

##### 主要地方道
- 岩手県道・秋田県道1号盛岡横手線
- 岩手県道・秋田県道12号花巻大曲線

##### 一般県道
- 岩手県道118号ほっとゆだ停車場線
- 岩手県道133号ゆだ錦秋湖停車場線
- 岩手県道215号湯川温泉線

## 観光地など

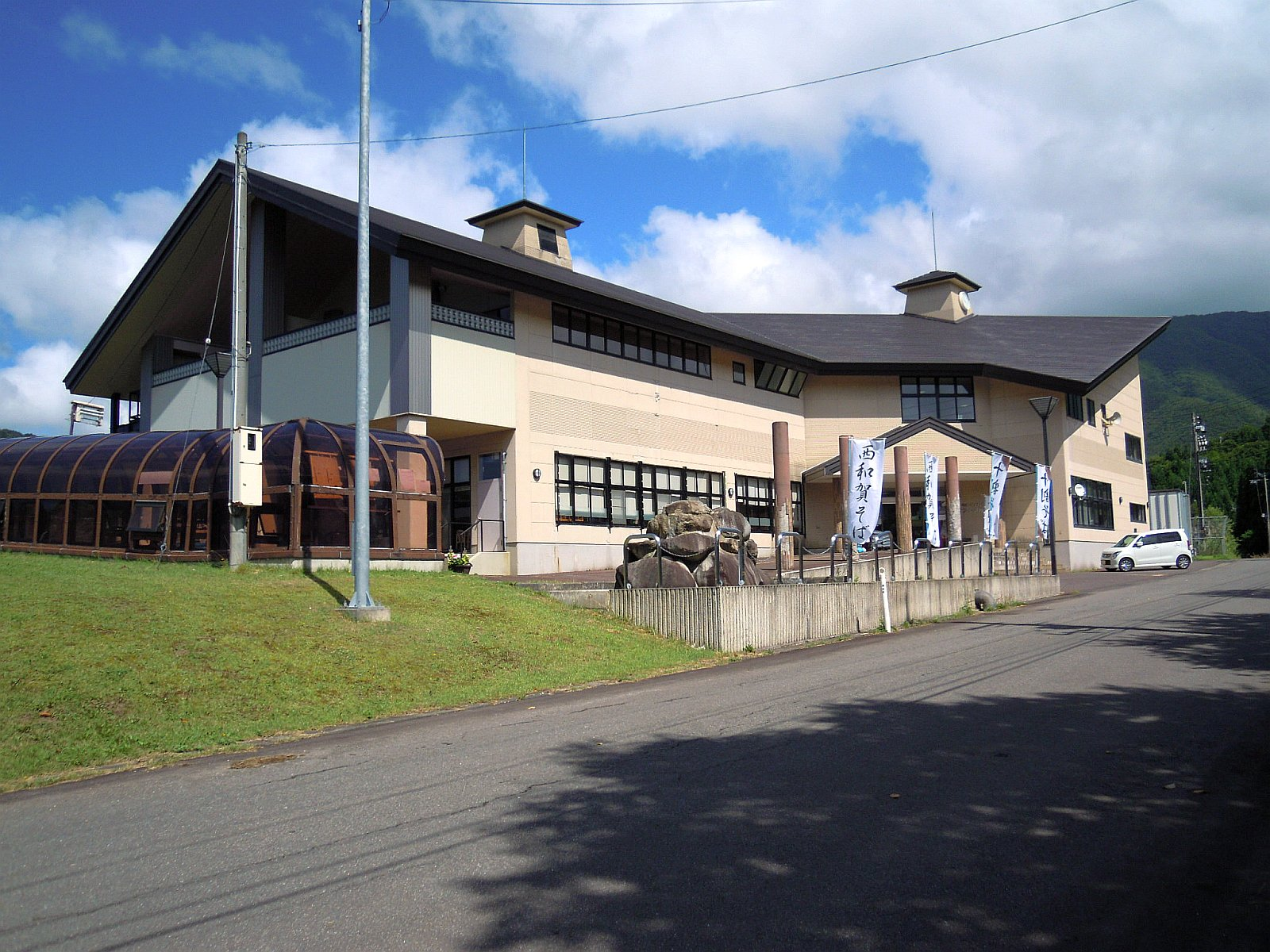
峠山パークランドオアシス館

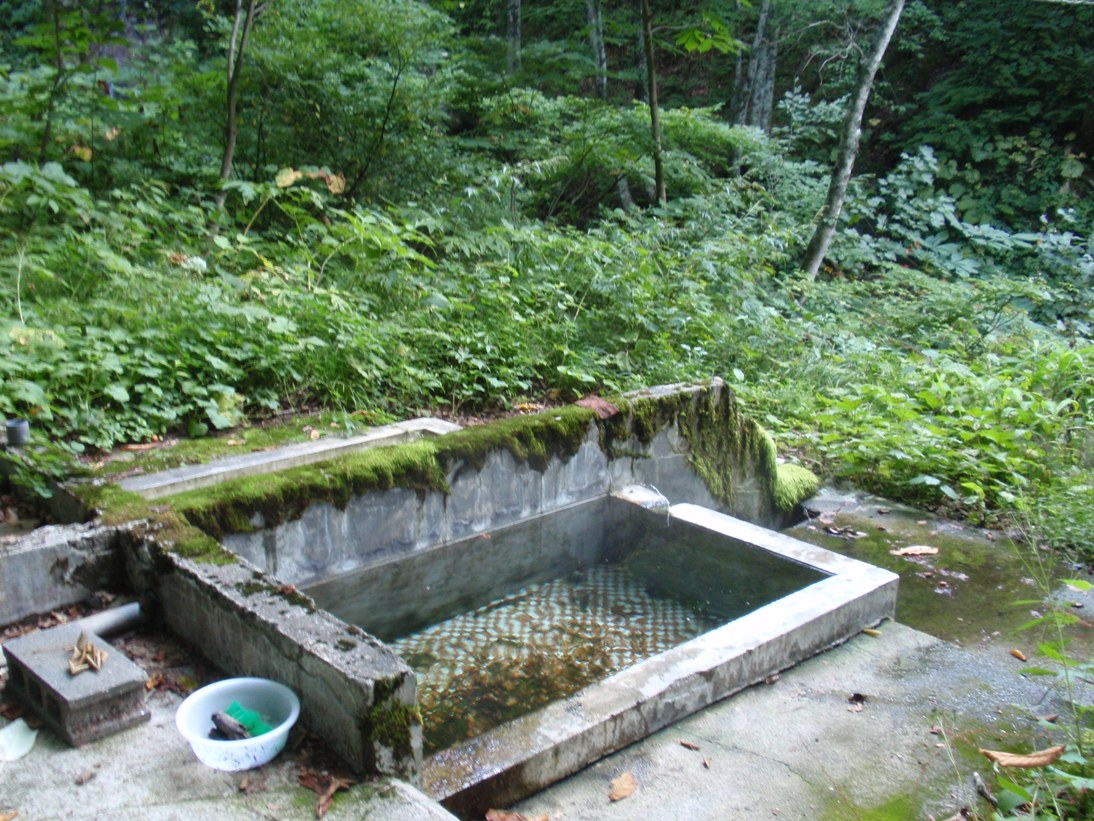
見立温泉

### 温泉
- 湯田温泉峡
  - 沢内バーデン
  - 沢内銀河高原ホテル

### レジャー・スポーツ施設
- 長峰公園キャンプ場
- 焼地台公園
- 峠山パークランド
- ゆだふるさとランド
- 志賀来キャンプ場
- 湯田高原カントリークラブ

## 祭り・行事
- 白木野人形送り（1月）
- 湯田温泉峡雪あかり（2月）
- 湯本鬼剣舞
  - 1968年に岩崎鬼剣舞に師事、以後25年もの間活動を続けている。1988年岩崎鬼剣舞から念仏秘伝書を伝授され現在に至る。
- 長松垢離とり（裸祭り）
  - 約380年程前から続く山神様の年取りの日に行われる行事、地区の若者（現在では老人も参加）がふんどし一本を締めて雪の積もる湯之沢川で禊払いを行う。
- 錦秋湖湖水まつり（5月）
  - 水上花火ほか
- 錦秋湖マラソン（5月）
  - 30km、ハーフ、10km公認コース。
- あやめ祭り（7月）
  - 町営グラウンド・あやめ園で開催、10万本以上のあやめが一斉に咲き乱れる様は圧巻。
- 錦秋ライン和賀川ゴムボート川下り（7月）
- お盆のお祭り（8月）
  - 各地域で催される盆踊り、花火大会。
- 湯川温泉きのこまつり（10月）
- 山伏神楽
  - 前郷の坂本地区に伝わる伝統芸能。「早地峰神楽」の流れをくむものと思われる。
- 川舟田植踊
  - 川舟の田植踊り、素朴さこそが沢内の風土に根ざした踊りとしてみることができる。
- 吹雪体験ツアー（2月）
- 西和賀町沢内地区クロスカントリースキー大会（3月）
- スノーハイキング（3月）
- 西和賀町沢内地区マスターズマラソン（8月）
- 西和賀町さわうち雪氷まつり（8月）
- 沢内甚句全国大会（9月）
- 新町舟っこ流し（8月16日）

## 名所・旧跡
- 湯川沼の浮島
  - 湯川温泉・奥の湯から20分程度、直径1 - 5mの浮草が集まって浮いている島。
- 女神山・白糸の滝・ 姥滝・ 降る滝
  - 下前から30分、原生林の中に広がる白糸の様な滝が舞い落ちる（高さ30m、巾20m）。
- 南本内岳
  - 焼石連峰の主峰、和賀郡で一番の高山、春草花が咲き揃う。夏油温泉へのトレッキングルートもある。
- 川尻貯砂ダム
  - 町民総合グラウンド・あやめ園沿いに建設された貯砂ダム。夏季間は貯砂ダムの内側を歩いて渡れる。
- 草木供養経
  - 草木への感謝を表す石碑。
- 一字一石供養塔
  - 罪人の刑場跡であり、罪人への供養に平たい小石に経文を一文字を墨で書き記した供養塔。
- およねの像
  - 飢饉の時に年貢米の身代わりに城に上がった「お米（およね）」を偲んで建立された石像、沢内甚句に歌われる。
- ストーンサークル
  - 環状列石は小規模だが縄文時代後期の遺跡と言われている。
- 秀衡街道（奥州山道）
  - 平泉の黄金文化を支えた金山の一つと言われる「鷲之巣金山」から金を平泉へと運んだ道で、東西を結ぶ重要な行路であったとされる。
- 一里塚
  - 盛岡藩盛岡城から秋田に至る街道に設置されており、沢内の一里塚は盛岡から数えて12番目に当たる。
- 典膳館
  - 旧沢内第一小学校後方の小高い丘にあり、仙台藩の家臣の片倉典膳が造ったものとも言われている。
- 弁天島
  - 和賀川に囲まれた南北100メートル、東西40メートルの舟形の中州。中州の中央部に弁才天を祀る厳島神社が建立されており、松林が島を取り囲んだ状態になっている。夏場は涼を求める人で賑わう。
- 大銀杏
  - 高さ28メートル、周囲7メートル。銀杏の秋葉が落ちてから21日目に根雪になると言われている。
- ヤスの穴
  - マタギ（猟師）が、宿泊休憩、狩猟の際の待機場所に使用したといわれる洞窟。和賀岳山麓には数か所ある。
- カタクリ群生地
- ミズバショウ
  - 西和賀町沢内地区では牛（ベゴ）の舌、オオバとも呼ばれる。
- ユキツバキ
  - 西和賀町沢内地区はユキツバキの北限とされている。
- 和賀岳
- 真昼岳
- 湯田ダム
  - ダム湖の錦秋湖はダム水源地環境整備センターのダム湖百選に選ばれている。

## 博物館・美術館・地域劇団
- 西和賀町歴史民俗資料館

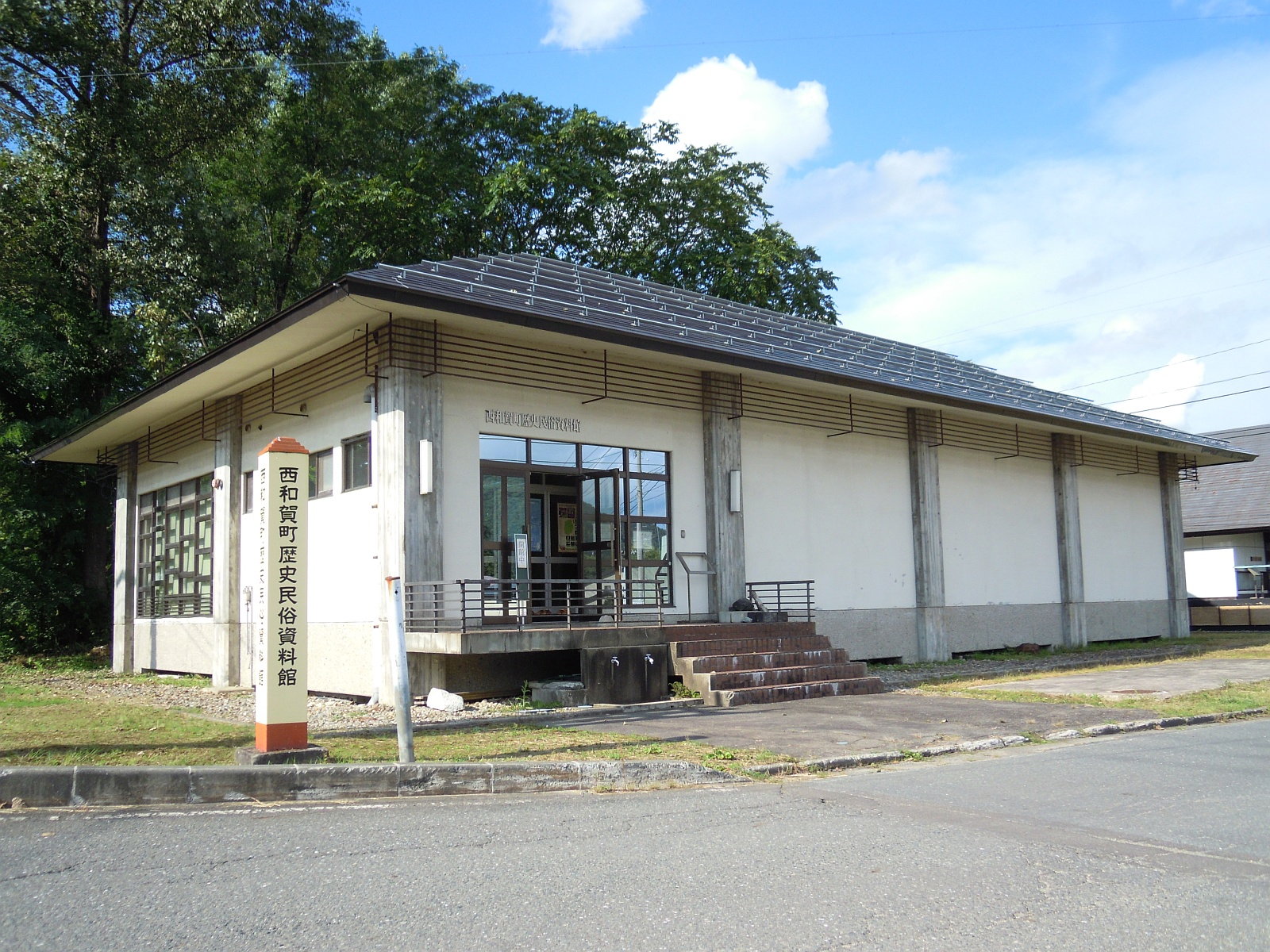
西和賀町歴史民俗資料館

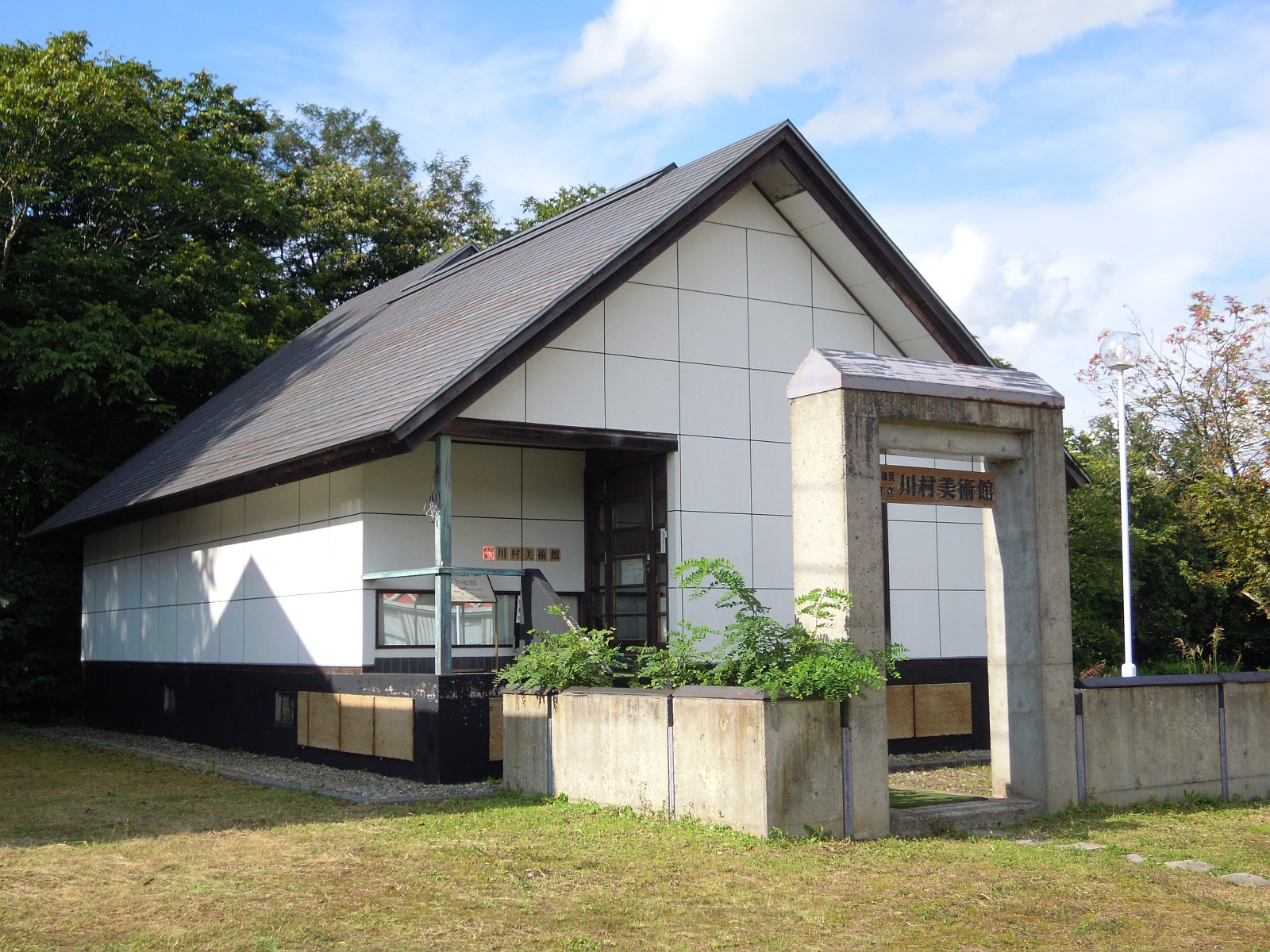
川村美術館

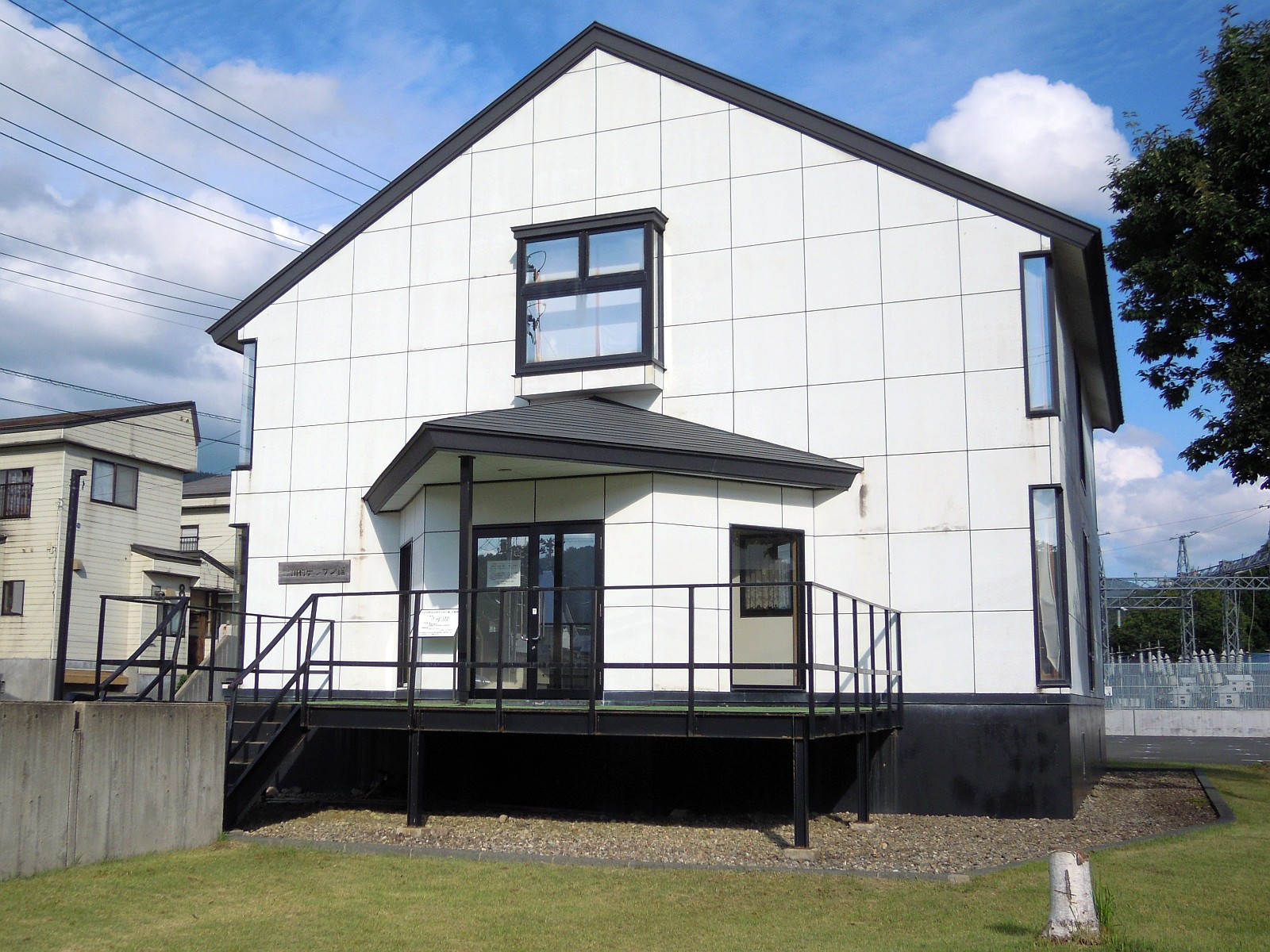
川村デッサン館

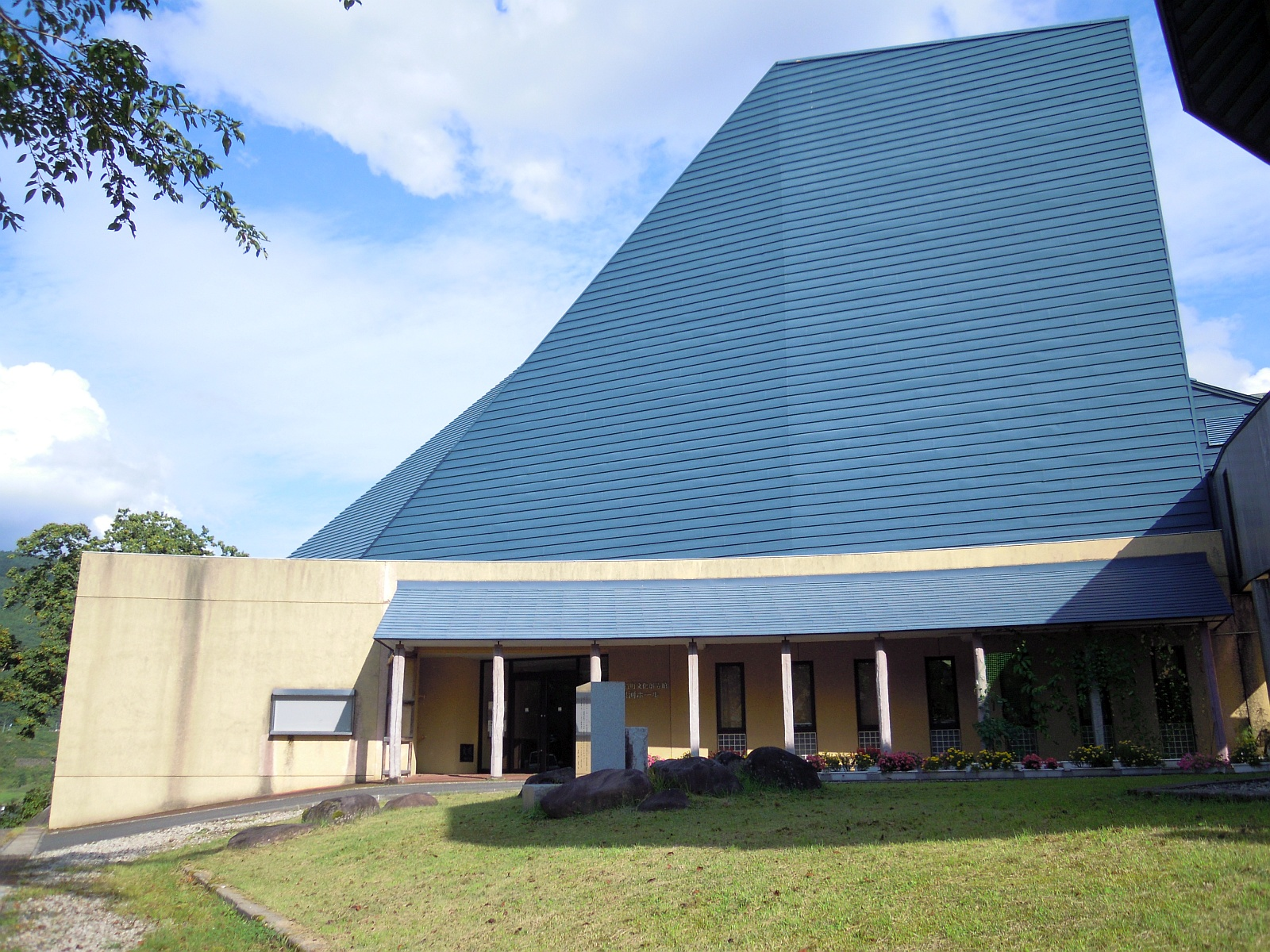
西和賀町文化創造館 銀河ホール

  - 大台野遺跡発掘資料、カラカサ連判状、明治4年湯田村大絵図、沢内年代記（巣郷本）など町内の歴史遺物が展示されている。
- 川村美術館
  - 旧・湯田町出身の川村勇画伯の作品を数多く収蔵、1953年の日展入選作品「市場にて」、1954年の「配給日」等代表作を初めとして30数点を常設展示している。
- デッサン館
  - 川村勇画伯のデッサンや素描90数点を展示、画伯の工房も再現している。
- 西和賀町文化創造館 銀河ホール
  - 町立の地域共同劇場として建設、国際チェーホフ祭など演劇関係の催し物を定期的に開催している。
- 湯本博物館
  - 地域の民具・鉱山用具など多数を展示。
- 岩手ぶどう座
  - 地域劇団。1950年活動開始。主宰者は劇作家の川村光夫。代表作品「うたよみざる」はミュージカルとして全国へ紹介され、海外ではロシアにおいて公演された。
- 碧祥寺博物館
- 雪国文化研究所
- 雪っこトンネル
- 深沢晟雄資料館
  - 2008年10月19日開館。国保沢内病院の関係者が提供した、旧沢内村18代村長の深沢晟雄（1905年 - 1965年）にまつわる資料や遺品を展示している。深沢は1957年に村長に当選。「生命尊重の行政」を推進し、全国に先駆けて1歳未満と60歳以上の村民の医療費無料化を実施、1962年に乳児死亡率ゼロを達成した。その後再選されたが、1965年食道ガンのため死去。

## 名産・特産
- ビスケットの天ぷら
  - ビスケット（イトウ製菓のかーさんケットなど）を小麦粉・もち米の粉・砂糖を合わせた生地で揚げる。
- まいたけ
  - 1年を通じてハウス栽培による安定生産を行う。
- スッポン
  - 温泉熱を利用して養殖しており、町内の旅館・飲食店に出荷。すっぽんスープ、すっぽんラーメン等がある。
- りんどう
  - 温泉水ハウスを利用して鉢植早出し栽培をし、年間を通じて安定供給が可能。
- 花キ栽培
  - りんどう等を一年を通じてハウス栽培による安定生産を行う。
- 銀河高原アイスクリーム・銀河高原ビール
- あけび蔓細工

## 出身有名人
- 加藤新平 - 法学者・京都大学名誉教授
- 菊池淡水 - 尺八演奏者
- 古沢元 - プロレタリア作家
- 川村勇 - 画家
- 高橋延清 - 森林学者・東京大学名誉教授
- 山崎和賀流 - 俳人
- 深沢晟雄 - 政治家、沢内村長
- 高橋喜平 - 雪研究者
- 藤原崇 - 衆議院議員・内閣府大臣政務官・弁護士
- 北島璋男 - 政治家、旧沢内村の議長を2004年まで日本最長の13期、46年務めた。

## ゆかりの有名人
- 正岡子規 - 俳人
- 小林聡美 - 俳優（母親が西和賀町湯本の小川旅館隣の生まれ育ち。本人も湯本には幼い頃、また成人してからも訪れていた。）
- 村松友視 - 作家